# Herbert Fritsche (Historiker)
Herbert Fritsche (* 30. April 1934 in Kassel; † 7. September 2024 in Eschwege) war ein deutscher Lehrer und Historiker.

## Leben
Herbert Fritsche zog 1943 zu seinen Großeltern nach Eschwege.
Nach dem Abitur an der Friedrich-Wilhelm-Schule (FWS) in Eschwege studierte er ab 1954 die Fächer Geschichte, Politik und Sport für das Lehramt an der Philipps-Universität Marburg. Nach dem Referendariat in Rotenburg an der Fulda und Kassel sowie dem 2. Staatsexamen unterrichtete er zunächst an der Kasseler Wilhelmschule, bevor er 1963 an die FWS in Eschwege wechselte und dort die Fächer Geschichte, Politik und Sport unterrichtete. Ein Jahrzehnt später wechselte er 1983 an das Oberstufengymnasium Eschwege (OG)
Nachdem Herbert Fritsche im Dezember 1981 anfangs nur zum kommissarischen Leiter der FWS ernannt worden war, wurde er in dieses Amt im Folgejahr 1982 auch offiziell eingeführt und nahm es bis zu seinem Ruhestand im Jahr 1999 wahr.

### Vereine
Parallel zu seinem Beruf leitete Fritsche zahlreiche Organisationen als Vorsitzender, so
- 1973–1975 den Geschichtsverein,
- 1973–1986 den Eschweger Turn- und Sportverein 1848 (ETSV), der ihn 1988 zum Ehrenvorsitzenden ernannte,
- 1989–2010 den Städtepartnerschaftsverein, der Fritsche 2010 zum Ehrenvorsitzenden ernannte,
- 1986–2012 die Ehemaligen-Vereinigung der FWS und der Eschweger Gymnasien, zu deren Ehrenvorsitzender Fritsche im Jahr 2012 ernannt wurde.[2]

Außerdem wirkte Fritsche ehrenamtlich als Turnwart im TV 1861/48, im Turngau Werra, bei den Eschweger Zinnfiguren- und Miniaturenfreunden sowie im Werratalverein. Auch als Archivar der Stadt Eschwege wurde Fritsche vorübergehend tätig.
Zudem trug Fritsche in jahrzehntelanger Arbeit, lange auf Karteikarten, Informationen über sämtliche Straßen Eschweges, bekannte Persönlichkeiten, Bräuche, wichtige Ereignisse und Bauwerke der Stadt zusammen. Im Jahr 2015 schlug sich ein Teil dieses Wissens nieder in dem von dem Historiker und Leiter des Eschweger Stadtarchivs Karl Kollmann bearbeiteten Eschwege-Lexikon. Das Nachschlagewerk für die Eschweger Region. Bei der Vorstellung des 848-seitigen Werkes im Eschweger Rathaus wurde Fritsche zum Ehrenbürger der Stadt ernannt.

### Ehrungen
- 1972: Ehrenschild des Werra-Meißner-Kreises[2]
- 1973: Ehrenbrief des Deutschen Turner-Bundes[2]
- 1984: Silbernadel des Landessportbundes Hessen[2]
- 1989: Ehrenbrief des Landes Hessen[2]
- 1994: Ehrensiegel der Stadt Eschwege[2]
- 1999: Ehrenplakette der Stadt Eschwege[2]
- 2005: Bundesverdienstkreuz am Bande (1. März 2005)[5]
- 2012: Goldene Ehrennadel des Vereins für hessische Geschichte und Landeskunde[2]

## Schriften
- Herbert Fritsche: Aus der Geschichte Eschweger Geldinstitute (= Schriftenreihe der Kreissparkasse Eschwege, Heft 1). Vortrag anlässlich der 140-Jahr-Feier der Sparkasse. Kreissparkasse, Eschwege 1984.
- 100 Jahre SPD-Ortsverein Eschwege. 1885–1985. Eschwege 1985.
- Herbert Fritsche (Hrsg.): Friedrich-Wilhelm-Schule. 75 Jahre Friedrich-Wilhelm-Schule in der Bahnhofstraße. 1911–1986. Ein Streifzug durch die Geschichte der Friedrich-Wilhelm-Schule und ihrer Gebäude. Friedrich-Wilhelm-Schule, Eschwege 1986.
- Herbert Fritsche, Thomas Wiegand (Hrsg.): Eschwege 1637. Die Zerstörung der Stadt im Dreißigjährigen Krieg. Thiele & Schwarz, Kassel 1987 (Inhaltsverzeichnis).
- Herbert Fritsche: Sänger, Schützen, Feuerwehr. 3 Beiträge zur Eschweger Vereinsgeschichte. (= Schriftenreihe der Kreissparkasse Eschwege, Heft 4). Kreissparkasse, Eschwege [1987].
- Eschwege. Einladung zu einem Rundgang. Magistrat der Stadt Eschwege, Eschwege et al., [circa 1990].
- Herbert Fritsche: „Über Stock und Stein“. Von Fuhrleuten, Stock- und Peitschenmachern im Land an der Werra. In: Handel, Handwerk und Wirtschaft im Wandel. Eschwege 1993, S. 17–94 (mit sehr vielen Farbabbildungen).
- Herbert Fritsche: „Zwei Eisen im Feuer …“. Von Schmieden und Schlossern, Klempnern und Kesselflickern im Land an der Werra. In: Handel, Handwerk und Wirtschaft im Wandel. Eschwege 1995, S. 11–89 (mit sehr vielen Schwarz-Weiß- und Farbabbildungen).
- Herbert Fritsche: „Schwein gehabt …“. Metzger, Schweine und „ahle Wurscht“. In: Handel, Handwerk und Wirtschaft im Wandel. Eschwege 1996, S. 11–126 (mit sehr vielen Schwarz-Weiß- und Farbabbildungen).
- Herbert Fritsche: „Brote, Bezeln, breite Kuchen …“. In: Handel, Handwerk und Wirtschaft im Wandel. Eschwege 1997, S. 13–125 (mit sehr vielen Schwarz-Weiß- und Farbabbildungen).
- Herbert Fritsche: „Es klappert die Mühle …“. Über Mühlen, Müller und Mehl im Land an der Werra. In: Handel, Handwerk und Wirtschaft im Wandel. Eschwege 1998, S. 13–133 (mit sehr vielen Schwarz-Weiß- und Farbabbildungen).
- Herbert Fritsche: An die Scholle gebunden. Handel, Handwerk und Wirtschaft im Wandel. Über Bauern und bäuerliches Leben im Land an der Werra. Hrsg.: Sparkasse Werra-Meißner. Sparkasse Werra-Meißner, Eschwege 2000.
- Der „andere“ Höfling. Erkenntnisse nach 125 Jahren über einen bedeutenden Eschweger. Biographie zu Eugen Höfling. In: Das Werraland, Bd. 58 (2006), Heft 2, S. 27–31.
- Herbert Fritsche: „Durchaus befähigt, gelehrt zu sein!“ Über „frühe deutsche Studentinnen“. Unter anderem Biographisches zu Josepha Siebold (1771–1849) und Charlotte Heidenreich von Siebold (1788–1859). In: Das Werraland, Bd. 58, Hauptvorstand des Werratalvereins 1883, Eschwege 2006, S. 5–8.
- Siegfried Furchert, Herbert Fritsche: Als der Sport laufen lernte. Eine Sportchronik aus der Region rund um Eschwege. Werra-Verlag Kluthe, Eschwege 2007, ISBN 978-3-7973-1037-8.
- Herbert Fritsche: 125 Jahre Werratalverein. Festvortrag am 7. Juni 2008. In: Das Werraland,
  - Bd. 61 (2009), Heft 1, S. 8–11;
  - Bd. 61 (2009), Heft 2, S. 36–38.
- Herbert Fritsche: Neues vom Dietemann? Auf den Spuren des Spitznamens der Eschweger. In: Das Werraland.
- Jacob Maurer (Hrsg.), Herbert Fritsche, Herbert Reyer: Wandern im Werraland - damals und heute. Festreden zum 125jährigen Bestehen. Werratalverein Eschwege 1883 Hauptverein e.V. (= Schriften des Werratalvereins Witzenhausen, Heft 41). Werratalverein Witzenhausen, Witzenhausen 2009, ISBN 978-3-9807194-3-8 (Inhaltsverzeichnis),
  - Bd. 62 (2010), Heft 3, S. 45–46;
  - Bd. 62 (2010), Heft 4, S. 73–76.
- Herbert Fritsche: Eschwege und Graf Zeppelin. Alte Bildpostkarte lüftet Geheimnis: „Bezwinger der Lüfte“ war vermutlich im Werraland. In: Das Werraland, Bd. 65 (2013), Heft 1, S. 1–5,
  - Nachtrag in Das Werraland, Bd. 65 (2013), Heft 2, S. 37.
- Herbert Fritsche (Text), Karl Kollmann (Bearb.): Eschwege-Lexikon. Das Nachschlagewerk für die Eschweger Region. 1. Auflage. Historische Gesellschaft des Werralandes, Eschwege 2015, ISBN 978-3-00-049311-9.